# Institut supérieur industriel agronomique de Gembloux

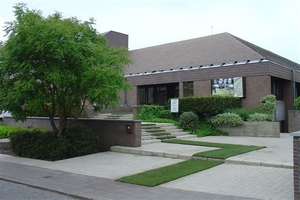
I.S.I.a. Gembloux

 (mai 2016).
Si vous disposez d'ouvrages ou d'articles de référence ou si vous connaissez des sites web de qualité traitant du thème abordé ici, merci de compléter l'article en donnant les références utiles à sa vérifiabilité et en les liant à la section « Notes et références ».
Ne doit pas être confondu avec Gembloux Agro-Bio Tech.
L'Institut supérieur industriel agronomique (ISIa) de Gembloux, officiellement dénommé Département agronomique de la Haute École Charlemagne depuis 2018, est un institut d'agronomie belge francophone public, membre de la Haute École Charlemagne appartenant à la Fédération Wallonie-Bruxelles. 
Établi à Gembloux, en province de Namur, il s'agissait d'une institution indépendante de sa fondation en 1849 jusqu'en 1995.
Il organise actuellement des programmes de bachelier ainsi qu'un programme de master.
« L’architecture paysagère est une discipline complexe fruit d’une symbiose entre sciences (biologiques et exactes), techniques, art et culture » dixit le Pr Ir. A. Thewis ; dernier recteur de la Faculté universitaire des Sciences agronomiques de Gembloux, actuellement Gembloux Agro-Bio Tech (Université de Liège).
Le Département agronomique de la Haute École Charlemagne participe à la codiplomation avec la participation active de 2 entités supérieures différentes sur des campus éloignés (ULiège, ULB, HECh) pour former les architectes paysagistes (LAr ou LA) au niveau de master.
Il a délivré des titres et grades du cycle long comme ingénieurs du niveau CEC 7 comme master, d'abord avec le titre d'ingénieur technicien horticole de 1954 à 1976, puis comme ingénieur industriel en agronomie de 1977 à 2012. Ce titre et grade étant uniquement dispensé sur le campus de l'ISIa de Huy depuis 1977 (1949).
Les Architectes des jardins et du paysage sont représentés par l'association alumni professionnelle AIHy (« association des ingénieurs de Huy »), avec leurs anciens ingénieurs industriels en agronomie 'horticoles' et tous les diplômés du campus ISIA de Huy.

## Historique
Cet Institut est issu de la plus ancienne école francophone de formation horticole et paysagère belge fondée en 1848 à Vilvorde à partir d'une initiative privée : Laurent de Bavay ; entrepreneur de jardins, pépiniériste renommé, secrétaire de la Commission royale de pomologie et Administrateur influant au sein de la Société royale linnéenne et de Flore. Rapidement, elle devient l'École pratique d'horticulture de Vilvorde officialisé par l'arrêté royal du 30 avril 1849 signé par le roi belge Léopold 1er. En 1890, l’École devient « l’École moyenne pratique d’agriculture et d’horticulture de l’État » avec une section en langue néerlandaise. En 1899 le premier enseignement « tropical » y voit le jour afin de former les colons en partance pour le Congo belge.
Le prodigue professeur Louis Fuchs† est considéré comme le premier ‘Architecte paysagiste’ de Belgique.
En 1954 une École spéciale d’Ingénieurs techniciens (3 ans avec 7x8h de cours/semaine) produit là les premiers ingénieurs horticoles et tropicaux. Ils acquièrent une réputation internationale comme pionniers dans l'agronomie des régions chaudes lors de l'exploration scientifique et de l'exploitation agricole de la colonie du Congo belge. La même année la première finalité (1 an) indépendante en « architecture des jardins et urbanisme » est enfin crée. Elle devient un graduat de 3 ans dès 1955 grâce à la persévérance d’anciens diplômés comme l'ingénieur technicien Georges Wachtelaer avec le grade d’ « architecte des jardins et du paysage » ou « Ajp ». 
Après le « Walen buiten » de 1969, la partie francophone de l’École émigre à Gembloux (Grand Manil), proche de la Faculté universitaire des sciences agronomiques de Gembloux, et devient l’Institut supérieur horticole de l’État sur les fondations de l’ancienne École provinciale d’horticulture de Namur rachetées par le Ministre de l’éducation Abel Dubois. Le Vilvoorde-flamand est rattaché en 1995 à la Erasmushogeschool de Bruxelles qui délivre encore en néerlandais un « Bachelor Landscaps- & Tuinarchitectuur » sur son campus de Jette.
En 1977, les formations de second cycle (type long) sont reconnues comme un ‘enseignement de niveau universitaire’, jusqu'au Décret paysage de 2016. Les ‘ingénieurs techniciens agricoles’ deviennent des ‘ingénieurs industriels’ avec des études d’abord en 2 + 2 années puis en 3 + 2 ans (180+60 crédits ECTS) au sein de la Haute École Charlemagne. En 1986, un graduat en Horticulture est créé à l’ISIa de Gembloux à côté de l’ingéniorat industriel agronomique en 3 années (180 crédits ECTS). 
Après plus de 10 ans de négociations, sous l’impulsion d’illustres paysagistes comme René Pechere[Ajp.1931], Joseph De Gryse [Urbaniste Ajp.1958], Roland Baeyens [Ajp.1968], Marcel  Pesleux [Ar.ULB], l’obstination enthousiaste des professeurs A. Roosen, Joseph Roggemans, [Ing.1967], Dr Francis Delanaye et la pression constante du réseau corporatif (EFLA /ABAJP et AViGx), le diplôme paysagiste belge se décline en 2 cycles : long et court. La licence devient master dès 2007 et est absorbée puis finalisée par l’Université de Liège en 2012 avec une première promotion universitaire en 2009. 

## Formations et diplômes
Cette école forme des techniciens supérieurs paysagistes avec le diplôme belge (grade) de bachelier (en trois ans), anciennement appelé graduat, l'équivalent d'une licence en France. Ils portent le titre d'architecte des jardins et du paysage dont l'acronyme est "Ajp".
Les futurs architectes-paysagistes font eux un parcours parallèle en cinq ans pour obtenir le grade (universitaire depuis 2011) de master architecte-paysagiste (LAr ou LA). Celui-ci est organisé par Gembloux Agro-Bio Tech (Université de Liège) en codiplomation avec la faculté d'architecture La Cambre-Horta (ULB) et l'Institut supérieur industriel de Gembloux de la Haute École Charlemagne.
Ces classes sont accessibles sur dossier et ont l’avantage de ne pas demander d’examen d'accès aux candidats, à l’inverse des écoles agronomiques françaises. Chaque année, de nombreux étudiants français y viennent tenter leur chance, même pour ceux déjà titulaires de BTS.
Depuis 1970, le campus ISIA de Gembloux délivre des masters en sciences de l'ingénieur industriel en agronomie dans la spécialité environnement - horticulture en étroite collaboration structurelle de l'ISIA de Huy. 

## Carrières
Malgré le centenaire de cette école, les étudiants français peuvent éprouver des difficultés d'assimilation de leur diplôme dans les administrations de France. En effet, le port du titre d'architecte est strictement protégé dans certains pays européens.
Tous ces diplômes sont adaptés au format européen LMD hérités de la réforme de Bologne.